# Портрет Бориса Яковлевича Княжнина
Портрет Бориса Яковлевича Княжнина — картина английского живописца Джорджа Доу и его мастерской, исполненная в 1821–1822 годах для Военной галереи Зимнего дворца в Санкт-Петербурге. Является, наряду с другими картинами Военной галереи, частью собраний современного Эрмитажа (инв. ГЭ-8103).
К началу Отечественной войны 1812 года полковник Княжнин командовал гренадерским графа Аракчеева полком, участвовал во многих сражениях при отражении нашествия Наполеона, отличился в Бородинском сражении и в бою при Красном. Во время Заграничных походов 1813 и 1814 годов сражался в Саксонии и Силезии, в сражении под Лютценом был ранен и за многочисленные боевые отличия был произведён в генерал-майоры. В 1814 году он сражался во Франции, завершив своё участие в войнах против Наполеона под стенами Парижа.
Изображён в генеральском мундире, введённом для пехотных генералов 7 мая 1817 года. Слева на груди звезда ордена Св. Анны 1-й степени с алмазами; на шее кресты прусских орденов Пур ле мерит и Красного орла 2-й степени; по борту мундира крест ордена Св. Владимира 2-й степени (надет с нарушением правил ношения: должен располагаться на шее выше иностранных орденов); справа на груди крест ордена Св. Георгия 4-го класса, серебряная медаль «В память Отечественной войны 1812 года» на Андреевской ленте, бронзовая дворянская медаль «В память Отечественной войны 1812 года» на Владимирской ленте и звезда ордена Св. Владимира 2-й степени. С тыльной стороны картины надписи: Knignine 2. Подпись на раме: Б. Я. Княжнинъ 2й, Генералъ Маiоръ.
7 августа 1820 года Комитетом Главного штаба по аттестации Княжнин был включён в список «генералов, заслуживающих быть написанными в галерею» и 11 ноября 1821 года император Александр I приказал написать его портрет. На следующий день после императорского повеления Княжнину из Инспекторского департамента Военного министерства было направлено предписание «портрет его Высочайше повелено написать живописцу Дове, посему если изволит прибыть в Санкт-Петербург, то не оставить иметь с Дове свидание». Княжнин в это время состоял по армии без должности и, вероятно, вскоре после этого письма прибыл в столицу и встретился с Доу. Гонорар Доу был выплачен 24 февраля и 1 июля 1822 года. Готовый портрет поступил в главную императорскую резиденцию 7 сентября 1825 года.
В 1840-е годы в мастерской К. Края по рисунку с портрета была сделана литография, опубликованная в книге «Император Александр I и его сподвижники» и впоследствии неоднократно репродуцированная. В части тиража была напечатана другая литография по рисунку И. А. Клюквина с этого портрета, отличающаяся мелкими деталями.